# Jean-Claude Derey
Jean-Claude Derey, né à Alep en 1940, est un journaliste, cinéaste et écrivain français.

## Biographie
Il étudie, entre autres, la psychologie et l'ethnologie, puis conseille des organismes mondiaux avec ses connaissances en ressources humaines. Grand voyageur, puisqu'il parcourt régulièrement d'autres continents, ayant même vécu plusieurs années en Afrique et travaillé en Crète, il a sillonné l'Inde et l'Asie du Sud-Est, notamment comme réalisateur de documentaires. De ces expériences à l'étranger, il tire la trame de ses romans, notamment Les requins ne mangent jamais les nègres (1997), « résultat de plus de quatre ans d'enquête sur les filières des passeurs [et] Les Anges cannibales (2004), qui met en scène des enfants soldats ».
Il est également l'auteur de plusieurs romans policiers, dont Black Cendrillon (1999), sombre récit de la jeune Jeanne Baguirmi, 20 ans, contrainte d'espionner pour le compte des autorités du Tchad, et Toubab or not toubab (2001), où Hondo, un petit Mauritanien de douze ans, devient l'instrument d'un couple d'assassins et de trafiquants d'organes qui l'oblige à commettre un meurtre. « À travers les yeux de cet enfant, Jean-Claude Derey évoque les réalités de l'Afrique contemporaine, victime de la guerre, de la famine et des trafics en tout genre ».

## Œuvres

### Romans
- Les Fous de l'île, Noisiel, France, Éditions du Papyrushttp://www.editions-papyrus.com/ Éditions du Papyrus, 1980, 146 p. (ISBN 978-2-86541-004-0, OCLC 461671091).
- Piton bleu, Paris, Denoël, 1984, 294 p. (ISBN 978-2-207-23041-1).
- La Perle du fou, Bruxelles, RTL Éditionshttp://www.rtleditions.be/ RTL Éditions-Groupe Luc Pire, 1987, 260 p. (ISBN 978-2-87951-197-9, OCLC 461967819).
- Fièvre indigo, Paris, La Table ronde, 1991, 307 p. (ISBN 978-2-7103-0488-3, LCCN 91211395).
- Le Bal des grenouilles, Paris, Flammarion, 1992 (ISBN 978-2-7103-0488-3).
- La Pluie des mangues, Paris, Denoël, 1996, 239 p. (ISBN 978-2-207-24382-4, LCCN 96160505) (rééd. Éditions du Rocher, 2007).
- La Saison du diable, Paris, Denoël, 1997, 204 p. (ISBN 978-2-207-24376-3).
- Les requins ne mangent jamais les nègres, Phébushttp://www.bibliomonde.net/editeur/phebus-201.html Éditions Phébus, coll. « De Facto », 1997, 208 p. (ISBN 978-2-85940-797-1).
- Black Cendrillon, Paris, Rivages, coll. « Rivages/Noir no 323 », 1999, 219 p. (ISBN 978-2-7436-0482-0).
- Toubab or not Toubab, Paris, Rivages, coll. « Rivages/Noir no 379 », 2001, 216 p. (ISBN 978-2-7436-0729-6).
  - Toubab or not Toubab, adaptation en bande dessinée par Mathias Mercier, dessins Hector Sonon , Rivages/Casterman/Noir, 2012[3]
- Les Enfants du brouillard. L'Affaire Mis et Thienno, Paris, Phébus, Coll. De Facto, 2002, 344 p. (ISBN 978-2-85940-797-1, LCCN 2002448709).
- L'Alpha et l'Oméga, Paris, Rivages, coll. « Rivages/Noir no 469 », 2003, 197 p. (ISBN 978-2-7436-1103-3).
- Les Anges cannibales, Monaco-Paris, Éditions du Rocher, 2004, 240 p. (ISBN 978-2-268-05194-9).
- Quand on parle du loup…, Monaco-Paris, Éditions du Rocher/Le Serpent à Plumes, 2006, 295 p. (ISBN 978-2-268-05734-7).
- Heureux le peuple des cigales !, Monaco-Paris, Éditions du Rocher/Le Serpent à Plumes, 2006, 310 p. (ISBN 978-2-268-05734-7).
- Mais où est donc passé le docteur Livingstone ? : roman, Monaco-Paris, Editions du Rocher, 2007, 239 p. (ISBN 978-2-268-05685-2).
- La Côte des Mal-Gens, Paris, Rivages, coll. « Rivages thriller », 2008, 200 p. (ISBN 978-2-7436-1786-8).
- Le Quart d'heure colonial : roman, Monaco, Éditions Alphéehttp://www.editions-alphee.com/ Éditions Alphée, 2009, 601 p., poche (ISBN 978-2-7538-0355-8).
- Papoua : roman, Monaco, Éditions Alphée, 2010, 379 p. (ISBN 978-2-7538-0536-1, LCCN 2010421040).
- Le pire caprice D'ALLAH A la recherche des sources du Nil, Paris, Éditions Hervé Chopin, 2012, 320 p.  (ISBN 9782357200982).
- Notre voisin le diable, Rivages et Payot, coll. « Rivages/Noir no 951 », 2014, 240 p. (ISBN 978-2-7436-2732-4).
- Fordlandia, Rivages et Payot, coll. « Rivages/Noir », 2016, 280 p. (ISBN 978-2-7436-3653-1).

## Sources
- Claude Mesplède (dir.), Dictionnaire des littératures policières, vol. 1 : A - I, Nantes, Joseph K, coll. « Temps noir », 2007, 1054 p. (ISBN 978-2-910686-44-4, OCLC 315873251), p. 570-571